# مسبار باركر الشمسي
مسبار باركر هو مركبة فضائية روبوتية من وكالة ناسا في طريقها لاستكشاف هالة الشمس الخارجية. سوف تقترب حتى 8.86 نصف قطر شمسي (6.2 مليون كيلومتر أو 3.85 مليون ميل) من سطح الشمس (غلافها الضوئي) ؛ وعند وصوله إلى أقرب نقطة بينها وبين الشمس سيكون سرعته قد تزايدت تزايدا شديدا بسبب جاذبية الشمس ووصلت إلى نحو سرعة 700 ألف كم/ساعة (430 ألف ميل/ساعة).
بدأت بعثة مسبار باركر للشمس في يوم 12 أغسطس من عام 2018 . وهو أول مسبار فضائي لناسا يسمى باسم شخص يعيش بيننا ، تكريما للفيزيائي أوغين نيومان باركر ، الأستاذ المتقاعد بجامعة شيكاغو. 
سوف يقترب مسبار باركر إلى مسافة  6.16 مليون كيلومتر من الشمس لإجراء قياساته ورصده ؛  وبالتالي سيضرب رقما قياسيا جديدا من وجهة الرصد بالقرب من الشمس بالمقارنة بسابقه المسبار هيليوس ، حيث سيكون قربه من الشمس حوالي سُبع  حد المسافة الأدنى التي حققها   هيليوس .  

## نبذة
تم الإعلان عن المشروع في السنة المالية 2009. حيث قام مختبر الفيزياء التطبيقية بجامعة جونز هوبكنز بتصميم وبناء المركبة الفضائية، والتي كان من المقرر أصلا إطلاقها في عام 2015. تم إعادة جدولة تاريخ الإطلاق إلى صيف عام 2018. وتم إطلاق المسبار باركر إلى الشمس  في الثاني عشر من أغسطس من عام 2018. تعتبر المرة الأولى التي يتم فيها تسمية مركبة تابعة لوكالة ناسا الفضائية على اسم شخص حي  تكريما للفيزيائي يوجين باركر.
تم تركيب بطاقة ذاكرة تحتوي على أسماء أكثر من 1.1 مليون شخص على لوحة وتثبيتها أسفل الهوائي «عالي الكسب» للمركبة الفضائية في 18 مايو 2018. واحتوت البطاقة أيضًا على صور لباركر الأستاذ الفخري في جامعة شيكاغو ونسخة من أوراقه العلمية لعام 1958.

## التاريخ

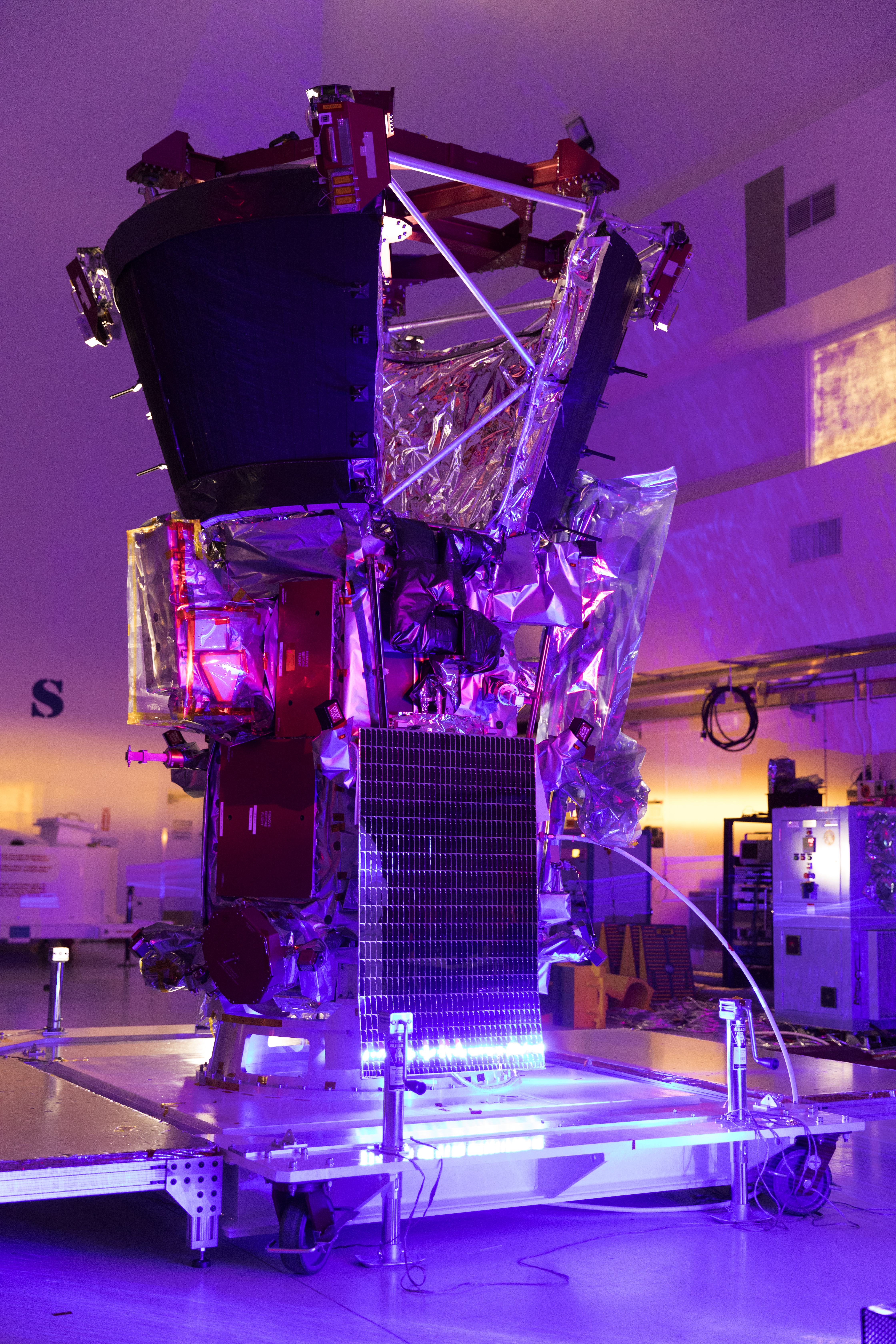
اختبار شريط الضوء في المنشأة

ينطلق اسم  مسبار باركر من مشروع سابق يسمى «متتبع الشمس» الذي تم تصميمه في التسعينيات من القرن الماضي. ومن المقرر أن تكون البعثات الثلاث الأولى للبرنامج هي «المركبة الشمسية» ، ومهمة استطلاع بلوتو وكيبوت الاستكشافية للحملة بلوتو كويبر إكسبرس ، وبعثة علم الأحياء الفضائي «أورباتر أورباتر» التي تركز على أوروبا. بعد تعيين شون أوكيف مديرًا لوكالة ناسا  تم إلغاء البرنامج بأكمله كجزء من طلب الرئيس جورج دبليو بوش للميزانية الفيدرالية الأمريكية لعام 2003.
أدى إلغاء البرنامج أيضًا إلى الإلغاء الأولي لـ مشروع نيو هورايزنز ، وهي المهمة التي فازت في نهاية المطاف بالمنافسة لاستبدال بلوتو كويبر إكسبرس. هذه المهمة التي سيتم إطلاقها في النهاية تعتبر أول مهمة لبرنامج الحدود الجديدة.
في مايو 2017 تم تغيير اسم المركبة الفضائية تكريما للفيزيائي الفلكي يوجين باركر.

## نظرة عامة

رسم متحرك لمسار باركر من 7 أغسطس 2018 إلى 29 أغسطس 2025
مسبار باركر•
الشمس•
عطارد•
الزهرة•
الأرض. دورات المسبار باركر في مدارات بيضوية حول الزهرة والشمس ، متكررة بحيث تصل إلى أقرب نقطة من الشمس.

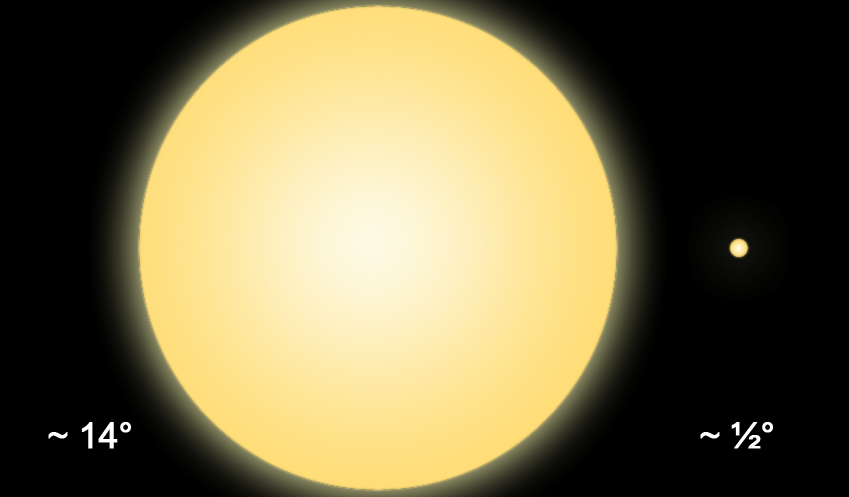
الحجم الظاهري للشمس كما يصوره "مسبار باركر " من مداره مقارنة بحجمها المرئي من الأرض.

سيكون «مسبار باركر» أول مركبة فضائية تذهب إلى الهالة الشمسية المنخفضة. وسوف يحدد هيكل وديناميات المجال المغناطيسي الاكليلي للشمس ، وفهم كيفية تسخين وتسريع الهالة الشمسية والرياح ، وتحديد العمليات التي تسرّع الجزيئات الحيوية؛ ذلك لأن درجة حرارة سطح الشمس تبلغ نحو 5600 درجة مئوية بينما تصل درجة الحرارة على بعد 1 مليون كيلومتر من الشمس عدة ملايين درجة مئوية ، فكيف يحدث هذا التزايد؟ هذا هو أهم سبب لتصميم هذا المسبار.
في عام 2010 تعدل تصميم  مهمة مسبار باركر وخطة إطلاقه بحيث يستفاد من جاذبية    كوكب الزهرة لتوجيه المسبار نحو الشمس لكي تكون مساراته  حول الشمس عند قطبيها . وخلال  دورات  متعددة بين الأرض والشمس يتم للمسبار تجميع بيانات عن الشمس ، حيث تمر  مسارات  المسبار  عند مسافة حوالي 8.5 نصف قطر شمسي أو حوالي 6 مليون كم (3.7 مليون ميل) من الشمس. (أنظر شكل المدار للمسبار)
وقد صمم المسبار واجهزته لتحمل درجات حرارة عالية وأشعة قوية ستسقط عليه من الشمس ، لذلك فقد زود بحاجب لحمايته وحماية أجهزته. وتبلغ شدة الاشعة الساقطة عليه من الشمس عنما يكون قريبا منها نحو 650 كيلوواط/م2, أي أشد  475   مرة من شدتها عند مدار الأرض. شكل الدرع الوقائي للمسبار سداسي الشكل ، وهو مركب على واجهة المسبار المقابلة للشمس ، وقطره 3و2 متر وسمكه 4و11 سنتيمتر وهو مصنوع من الكربون المقوى ، ويستطيع تحمل  درجة حرارة  تبلغ1,370 °م (2,500 °ف)
. وتقوم لوحة عاكسة من الألومينا بخفض امتصاص الأشعة الشمسية . كما وضعت أجهزة المسبار ونظمه التقنية في الجزء الوسطي لحاجب الأشعة .  وإذا لم يُبنى الحاجب على المسبار لسقطت أشعة الشمس على المسبار مباشرة وأقسدته خلال عدة عشرات من الثوان .   وبما أن الاتصال اللاسلكي بالأرض سيستغرق حوالي ثمان دقائق ، فإن على المسبار باركر التصرف بشكل مستقل وسريع لحماية نفسه. ووفقًا لعالم المشروع نيكي فوكس والذي يصفه الفريق بأنه «أكثر المركبات الفضائية ذاتية الاستقلالية على الإطلاق».

## المسار
يشمل مسار المركبة الفضائية  تحليقات في مدارات بين كوكب الزهرة  والشمس (24 مرة) على مدى سبع سنوات تقريبًا ليتقلص تدريجيًا مدارها الإهليلجي حول الشمس ، ليصبح الإجمالي 24 مدارًا. تجري مرحلة القياسات العلمية  خلال تلك السنوات السبع  مع التركيز على الفترات التي تكون فيها المركبة الفضائية الأقرب إلى الشمس. ومن المتوقع أن تتسبب بيئة الإشعاع الشمسي الشديدة عند الاقتراب من الشمس  في إحداث تأثيرات على أجهزة  المسبار الفضائي وما قد يحدث   من ضرر الإشعاع في مواد المسبار  وعناصره الإلكترونية ؛ كما سينقطع الاتصال بين الأرض والمسبار في فترات الاقتراب من الشمس على الرغم من  قضائه أوقاتا قصيرة عند وجوده  بالقرب من الشمس.
في كل مرة يكون فيها المسبار عائدا من خلف الشمس نحو الزهرة يستطيع عند بعد مناسب من الشمس إرسال ما سجله من بيانات وما قام بتصويره إلى الأرض ؛ فلا تعيق عندئذ الإشعاعات الشمسية الشديدة تواصله مع الأرض.

## الدرع الشمسي
مع اقترابها الحلزوني من الشمس والمدار النهائي القصير قريبا من الشمس ، يقترب المسبار باركر  من الشمس 24 مرة ويقوم عندها بالقيام بالرصد وتسجيل القياسات. ومع ذلك ، نظرًا للحد الأدنى للمسافة من الشمس  فإن الإشعاع الحراري للشمس سيكون قويا على أجهزة المسبار. لهذا فوجب تجهيز المسبار بدرع يقيه من حرارة الشمس وإشعاعاتها. بني درع الشمس على شكل لوحة سداسية الشكل  بقطر 2.3 متر وسمك 17 سم كافٍ لـحماية أجهزة المسبار. فهو يجب أن يتحمل  في  الجانب المواجه للشمس حوالي 1430 درجة مئوية.     الدرع حراري مركب من طبقات  كربون-كربون المقوى ،  ويجب أن يتحمل هذا الدرع الواقي تدفقًا حراريًا يقارب 1 ميجا واط  / m² . فيبلغ شدة الإشعاع الشمسي عند أقرب نقطة للشمس حوالي 650 مرة أشد من  شدته  عند  مسافة الأرض.  يحتوي الدرع على السطح  على طبقة خزفية بيضاء تعكس الضوء والحرارة. ووفقًا للتصميم  تبرز بعض تلسكوبات  المسبار من خلف درع الشمس ، بما في ذلك  مستشعرات القياسات.

## الأهداف العلمية
أهداف المهمة هي:
- تتبع تدفق الطاقة التي تسخن إكليل الشمس وتسارع الرياح الشمسية.
- دراسة  هيكل وديناميات الحقول المغناطيسية عند مصادر الرياح الشمسية.
- تعيين ما هي آليات التسريع وانتقال الجسيمات عالية الطاقة.

## الاستكشافات
من أجل تحقيق هذه الأهداف  ستقوم البعثة بإجراء خمس تجارب و استكشافات  رئيسية:
- استكشاف المجالات الكهرومغناطيسية  (FIELDS) - سيقوم هذا الاستكشاف بأخذ قياسات مباشرة من الحقول الكهربائية والمغناطيسية وموجات الراديو و الكثافة المطلقة للبلازما  ودرجة حرارة الإلكترونات في البلازما.
- البحث العلمي المتكامل للشمس (ISIS) - سيقيس هذا الاستكشاف  الإلكترونات النشطة والبروتونات والأيونات الثقيلة.

- مصور نطاق واسع الزاوية للشمس (WSPPR) - تحصل هذه المقاريب البصرية على صور للإكليل  الشمسي  (solar corona) والهيليوسفير الداخلي (heliosphere). المسؤول الرئيسي عن هذا الاستكشاف هو «راسيل هوارد» من مختبر البحوث البحرية.
- الرياح الشمسية الإلكترونات أشعة الفا والبروتونات (SWEAP). هذا الاسلتكشاف سيقوم بعد الإلكترونات والبروتونات وانوية الهيليوم ، كما يقيس خواصهم وسرعاتهم وكثافتهم ودرجات حرارتهم. المسؤول الرئيسي عن تلك القياسات هو «جوزتين كاسبر» من جامعة ميشيغان .
- دراسة عملية وفحص نماذج ومقارنة بالنظرية (HeliOSPP) لتحقيق أقصى قدر من العائد العلمي من المهمة.

## الجدول الزمني

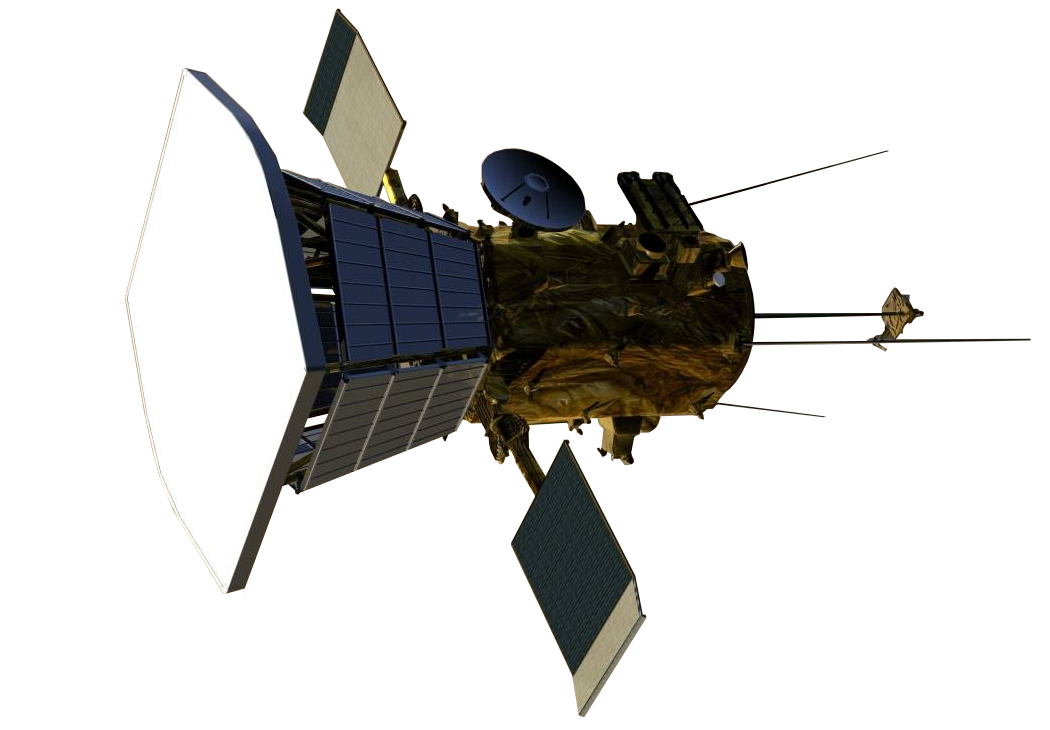
المسبار باركر ودرعه الشمسي

بعد أول مرور بـكوكب الزهراء   سيكون المسبار في  مدار بيضوي الشكل لمدة 150 يومًا (ثلثا دورة كوكب الزهرة) ، ويؤدي  ثلاثة مدارات بينما كوكب الزهرة تدور في مدارها مرتين . في الدورة الثانية للمسبار  تقل مدتها إلى 130 يومًا. بعد أقل من مدارين (بعد 198 يومًا فقط) ، تصادف كوكب الزهرة للمرة الثالثة . يختصر هذا اللقاء مدة دورة المسبار إلى نصف فترة كوكب الزهرة ، أو تستغرق دورته  112.5 يومًا. بعد مدارين ، يلتقي المسبار بكوكب الزهرة مرة رابعة في نفس المكان تقريبًا ، ويختصر مدة دورته  إلى حوالي 102 يومًا. بعد 237 يومًا  يلتقي بالزهرة للمرة الخامسة وتختصر دورته  إلى حوالي 96 يومًا ، أي ثلاثة أسباع دورة كوكب الزهرة. ثم يؤدي  سبعة مدارات بينما تؤدي  كوكب الزهرة ثلاثة. اللقاء السادس ، بعد عامين تقريبًا من اللقاء الخامس ، يخفض مدة دورة المسبار  إلى 92 يومًا ، أي خمسي مدار  كوكب الزهرة. بعد خمسة مدارات أخرى (مداران لكوكب الزهرة) ، يلتقي كوكب الزهرة للمرة السابعة والأخيرة ، مما يقلل من فترته إلى 88 أو 89 يومًا ويسمح له بالاقتراب إلى أقرب نقطة إلى الشمس.
 الحضيض الشمسي Perihelion    تعني النقطة الأقرب في مدار المسبار إلى الشمس.
| Year | الأحداث                   | الأحداث                                             | الأحداث                                             | الأحداث                                             | الأحداث                   | الأحداث                                             | الأحداث                                           | الأحداث                                            | الأحداث                     | الأحداث                                            | الأحداث                                            | الأحداث                                             | الأحداث                                             | الأحداث                                             |
| Year | يناير                     | فبراير                                              | مارس                                                | أبريل                                               | مايو                      | يونيو                                               | يوليو                                             | اغسطس                                              | سبتمبر                      | أكتوبر                                             | نوفمبر                                             | ديسمبر                                              |                                                     |                                                     |
| ---- | ------------------------- | --------------------------------------------------- | --------------------------------------------------- | --------------------------------------------------- | ------------------------- | --------------------------------------------------- | ------------------------------------------------- | -------------------------------------------------- | --------------------------- | -------------------------------------------------- | -------------------------------------------------- | --------------------------------------------------- | --------------------------------------------------- | --------------------------------------------------- |
| 2018 |                           |                                                     |                                                     |                                                     |                           |                                                     |                                                   | أغسطس 12 الإطلاق                                   | أغسطس 12 الإطلاق            |                                                    | نوفمبر 1 الحضيض الشمسي #1                          | نوفمبر 1 الحضيض الشمسي #1                           |                                                     |                                                     |
| 2018 |                           |                                                     |                                                     |                                                     |                           |                                                     |                                                   | سبتمبر 28 الاقتراب الأول من الزهرة (المدة 150 يوم) |                             |                                                    |                                                    |                                                     |                                                     |                                                     |
| 2019 |                           |                                                     | مارس 31 الحضيض الشمسي #2                            | مارس 31 الحضيض الشمسي #2                            |                           |                                                     |                                                   | أغسطس 28 الحضيض الشمسي #3                          | أغسطس 28 الحضيض الشمسي #3   |                                                    |                                                    | ديسمبر 21 الاقتراب الثاني من الزهرة (المدة 130 يوم) | ديسمبر 21 الاقتراب الثاني من الزهرة (المدة 130 يوم) | ديسمبر 21 الاقتراب الثاني من الزهرة (المدة 130 يوم) |
| 2020 | يناير 24 الحضيض الشمسي #4 | يناير 24 الحضيض الشمسي #4                           |                                                     |                                                     |                           | يونيو 2 الحضيض الشمسي #5                            | يونيو 2 الحضيض الشمسي #5                          |                                                    | سبتمبر 22 الحضيض الشمسي #6  | سبتمبر 22 الحضيض الشمسي #6                         |                                                    |                                                     |                                                     |                                                     |
| 2020 |                           |                                                     |                                                     |                                                     |                           | يوليو 6 الاقتراب الثالث من الزهرة (المدة 112.5 يوم) |                                                   |                                                    |                             |                                                    |                                                    |                                                     |                                                     |                                                     |
| 2021 | يناير 13 الحضيض الشمسي #7 | يناير 13 الحضيض الشمسي #7                           |                                                     | أبريل 24 الحضيض الشمسي#8                            | أبريل 24 الحضيض الشمسي#8  |                                                     |                                                   | أغسطس 5 الحضيض الشمسي #9                           | أغسطس 5 الحضيض الشمسي #9    |                                                    | نوفمبر 16 الحضيض الشمسي #10                        | نوفمبر 16 الحضيض الشمسي #10                         |                                                     |                                                     |
| 2021 |                           | فبراير 16 الاقتراب الرابع من الزهرة (المدة 102 يوم) | فبراير 16 الاقتراب الرابع من الزهرة (المدة 102 يوم) | فبراير 16 الاقتراب الرابع من الزهرة (المدة 102 يوم) |                           |                                                     |                                                   |                                                    |                             | أكتوبر 11 الاقتراب الخامس من الزهرة (المدة 96 يوم) | أكتوبر 11 الاقتراب الخامس من الزهرة (المدة 96 يوم) | أكتوبر 11 الاقتراب الخامس من الزهرة (المدة 96 يوم)  |                                                     |                                                     |
| 2022 |                           | فبراير 21 الحضيض الشمسي #11                         | فبراير 21 الحضيض الشمسي #11                         |                                                     | مايو 28 الحضيض الشمسي #12 | مايو 28 الحضيض الشمسي #12                           |                                                   |                                                    | سبتمبر 1 الحضيض الشمسي #13  | سبتمبر 1 الحضيض الشمسي #13                         |                                                    | ديسمبر 6 الحضيض الشمسي #14                          | ديسمبر 6 الحضيض الشمسي #14                          |                                                     |
| 2023 |                           |                                                     | مارس 13 الحضيض الشمسي #15                           | مارس 13 الحضيض الشمسي #15                           |                           | يونيو 17 الحضيض الشمسي #16                          | يونيو 17 الحضيض الشمسي #16                        |                                                    | سبتمبر 23 الحضيض الشمسي #17 | سبتمبر 23 الحضيض الشمسي #17                        |                                                    | ديسمبر 24 الحضيض الشمسي #18                         | ديسمبر 24 الحضيض الشمسي #18                         |                                                     |
| 2023 |                           |                                                     |                                                     |                                                     |                           |                                                     | أغسطس 16 الاقتراب السادس من الزهرة (المدة 92 يوم) |                                                    |                             |                                                    |                                                    |                                                     |                                                     |                                                     |
| 2024 |                           |                                                     | مارس 25 الحضيض الشمسي #19                           | مارس 25 الحضيض الشمسي #19                           |                           | يونيو 25 الحضيض الشمسي #20                          | يونيو 25 الحضيض الشمسي #20                        |                                                    | سبتمبر 25 الحضيض الشمسي #21 | سبتمبر 25 الحضيض الشمسي #21                        |                                                    | ديسمبر 19 الحضيض الشمسي #22 أول وصول قريب من الشمس  | ديسمبر 19 الحضيض الشمسي #22 أول وصول قريب من الشمس  | ديسمبر 19 الحضيض الشمسي #22 أول وصول قريب من الشمس  |
| 2024 |                           |                                                     |                                                     |                                                     |                           |                                                     |                                                   |                                                    |                             | نوفمبر 2 الاقتراب السابع من الزهرة (المدة 88 يوم)  |                                                    |                                                     |                                                     |                                                     |
| 2025 |                           |                                                     | مارس 18 الحضيض الشمسي #23                           | مارس 18 الحضيض الشمسي #23                           |                           | يونيو 14 الحضيض الشمسي #24                          | يونيو 14 الحضيض الشمسي #24                        |                                                    | سبتمبر 10 الحضيض الشمسي #25 | سبتمبر 10 الحضيض الشمسي #25                        |                                                    | ديسمبر 7 الحضيض الشمسي #26                          | ديسمبر 7 الحضيض الشمسي #26                          |                                                     |

المخطط الزمني: رسم بياني  للسرعة والمسافة (السنوات 2018 - 2026)

مناورة تصحيح المسار :انخفضت سرعة المسبار بمقدار 2.9 كلم / س إلى 26 كم / ثانية في 26 ديسمبر (الدائرة الحمراء)

السرعة: يسار ، والمسافة: يمين

## بدء البعثة
تم تحديد موعد إطلاق المركبة الفضائية في  كيب كانافيرال في 11 أغسطس 2018 ، ولكن كان لا بد من تأجيله ليوم واحد بسبب مشاكل فنية (ضغط الهيليوم).  كانت نافذة البداية مفتوحة من 12 إلى 23 أغسطس 2018. تم الإطلاق أخيرًا في 12 أغسطس 2018 الساعة 07.00: 31 UTC (3:31 EDT بالتوقيت المحلي) بصاروخ  دلتا 4 الثقيل   وكان وزن الحمولة  685 كجم. قادت الدورة أولاً إلى  كوكب الزهرة .  وبعدها قام المسبار بسبعة أرجوحات ومناورات في هذا المكان بغرض  أن يصل المسبار باركر  إلى أقرب نقطة له من الشمس لأول مرة في 24 ديسمبر 2024.

## إجراء القياسات والتصوير حتى ديسمبر 2021
حدثت أول رحلة طيران لكوكب الزهرة في 3 أكتوبر 2018. بعد ثلاثة أشهر من الإطلاق  وصل المسبار  إلى الحضيض الأول عند 35 نصف قطر شمسي ('R'  ☉ ) من مركز الشمس. لا يمكن الاتصال بالمسبار أثناء الحضيض الشمسي ، ولا يمكن إرسال البيانات التي تم جمعها خلال هذا الوقت إلا في وقت  أخر حينما يكون على مسافة أكبر من الشمس. من خلال الاستمرار في التأرجح والمناورات عند  كوكب الزهرة ، يواصل المسبار  ويغير سرعته  المدارية إلى كوكب الزهرة ، مما يجعل الحضيض عند الشمس أقرب إلى سطح الشمس في كل مرة. بعد مناورة التأرجح السابعة (مطلع عام 2021 )، اقترب المسبار من سطح الشمس في حدود 8.5 نصف قطر شمسي  (5.9 مليون كيلومتر) عند الحضيض الشمسي. عندها تصل سرعة  المسبار بعد ذلك إلى 200 كم / ثانية. هذا المدار الأخير له قبا (أبعد نقطة عن الشمس) على بعد 0.73 وحدة فلكية  (110 مليون كيلومتر) مع ميل 3.4 درجة  بالنسبة إلى مستوى مدرات الكواكب حول الشمس وأصبحت فترة المدار 88 يومًا.  البعثة تحدد مدة المهمة بـ 24 دورة حول الشمس حتى عام 2025 ، أي مدتها حوالي سبع سنوات أرضية.
- 3 أكتوبر 2018: أول رحلة طيران إلى  كوكب الزهرة. بمجرد عبوره مدار كوكب الزهرة ، وهو الكوكب الداخلي في المجموعة الشمسية التالي الذي يُرى من الأرض .  تباطأ المسبار إلى مدار مختلف الأطوار ليصبح أقرب إلى الشمس.

- نوفمبر 2018: وصول المسبار إلى الحضيض الشمسي الأول (النقطة الأقرب للشمس). بعد الانتهاء من أول قطع ناقص نصفي للمدار  وصل المسبار إلى أعلى سرعة مدارية خلف الشمس في مداره الأول عند 35.7 نصف قطر شمسي ، أي عند مسافة حوالي 0.16  وحدة فلكية  وزادت سرعته  بسبب جاذبية الشمس.

- 1 أيلول (سبتمبر) 2019: الحضيض الشمسي الثالث على نفس المسافة تقريبًا مثل الحضيض الأول.[29]

في 28 أبريل 2021  طار المسبار  عبر الهالة للمرة الأولى بالكامل وعبر الهالة المغناطيسية للشمس. تم الإبلاغ عن هذا في 14 ديسمبر 2021 في مؤتمر صحفي  في اجتماع الاتحاد الجيوفيزيائي الأمريكي في خريف 2021". استمر العبور خلال  ساعات قليلة  وبعدها  بدأ المسبار الخروج من خلف الشمس  مرة أخرى.
في 21 نوفمبر 2021  كان المسبار عند الحضيض العاشر بمسافة لا تقل عن 8.54 مليون كيلومتر (أي مسافة 12.27 نصف قطر شمسي) من سطح الشمس.  وطار خلفها بسرعة حوالي 586000 كيلومتر / الساعة ( تعادل163  كم / ثانية) ، طار خلالها في الهالة الشمسية واتم الخروج منها مرة أخرى.
المسبار يمر بالشمس أقرب من أي وقت مضى. 
وفقًا لمسارات المدار  ، فإن القطر المداري البيضوي المستطيل  له في البداية حوالي 85 ٪ من طول   مدار الزهرة شبه الدائري. ووفقًا لـ  قانون كبلر  فتكون  للمسبار فترة مدارية أقصر من كوكب الزهرة، ولكن في نفس الوقت تكون  متوسط سرعتة أقل.
في سياق ستة تحليقات أخرى لكوكب الزهرة، وجب أن يصبح القطع الناقص المداري أصغر عن ذي قبل (بحيث يصل إلى حوالي 50٪ من قطر مدار الزهرة) وأكثر شذوذًا في شكله . وينتقل الأوج عند الزهرة من الخارج إلى داخل  مدار كوكب الزهرة، ويصبح موقع المسبار عند الحضيض الشمسي أقرب إلى الشمس؛ وعندئذ يمر بأدنى ارتفاع أولي له  عند 8.86 نصف قطر شمسي.
في المدارات الثلاثة الأخيرة للمسبار التي تبلغ  مدتها المدارية 88 يومًا ، يجب أن يصل  المسبار باركر إلى  مسافة 9 أقطار شمسية  من الشمس ، والتي تعادل مسافة  6.16 مليون كيلومتر بينه وبين الشمس؛  وبالتالي ستصبح حوالي سُبع حد المسافة الأدنى التي حققها   هيليوس (مسبار فضائي)  -  حامل الرقم القياسي السابق. سوف  تصل  السرعة اللحظية للمسبار عند الحضيض حوالي 690.000 كيلومتر  / الساعة أو 190 كم / ثانية.

## معرض الصور

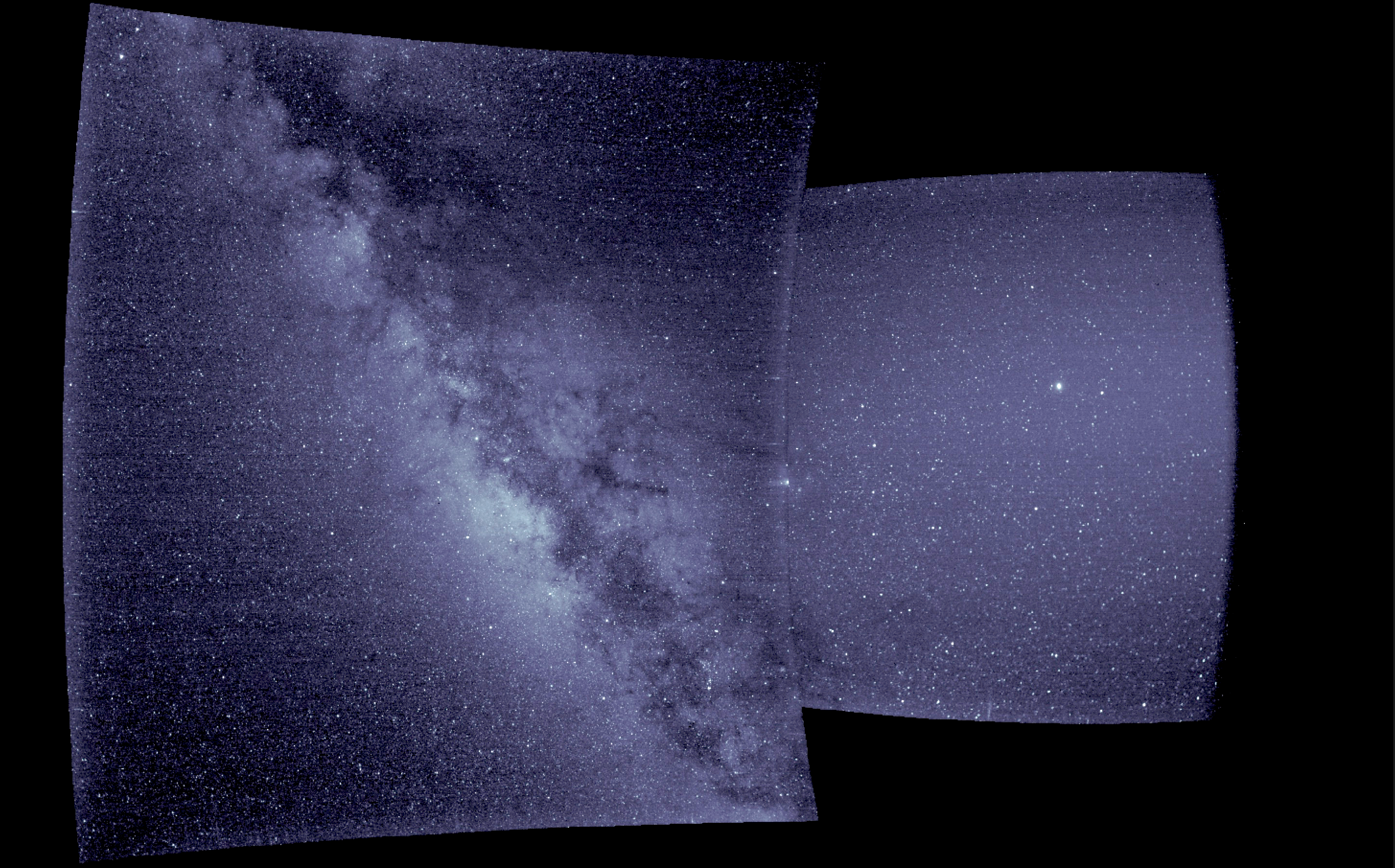
التلسكوب WISPR أول صورة ضوئية. الجزء الأيمن من الصورة مأخوذ من تلسكوب WISPR الداخلي ، وهو مجال رؤية 40 درجة ويبدأ 58.5 درجة من مركز الشمس. الجزء الأيسر من الصورة من التلسكوب الخارجي ، وهو مجال رؤية يبلغ 58 درجة ونهاياته نحو  نحو 160 درجة من الشمس.
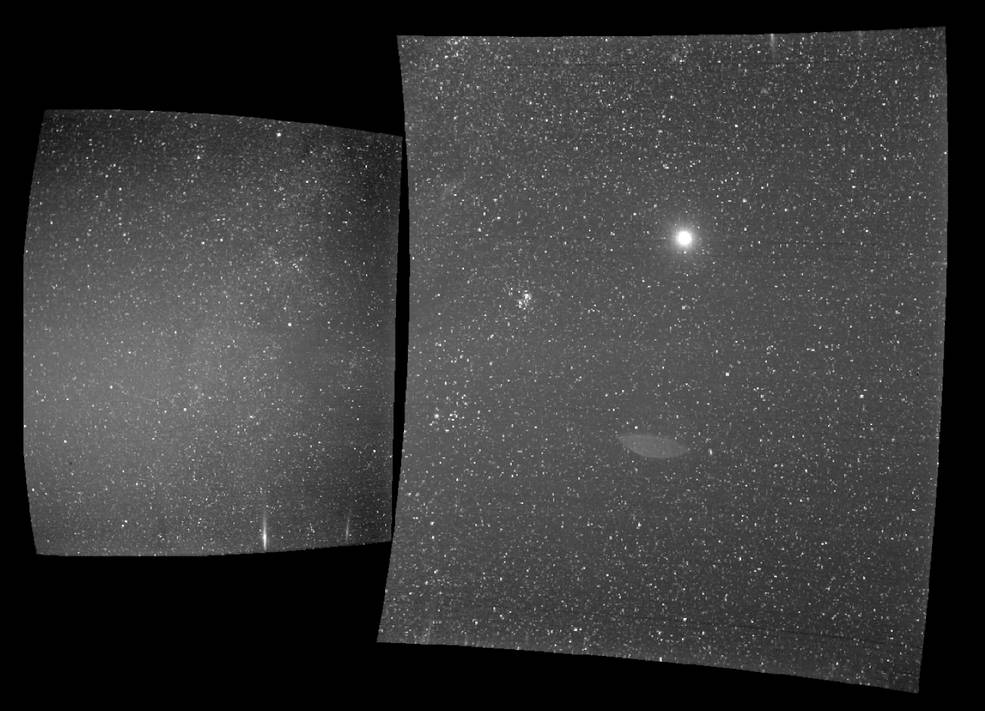
هذا المنظر من كاميرا WISPR الخاصة بالمسبار في 25 سبتمبر 2018 تبين الأرض التي هي الكرة الساطعة بالقرب من منتصف الصورة اليمنى. العلامة المضيئة الممتدة باتجاه الجزء السفلي من اللوحة على اليسار هي انعكاس من العدسة.
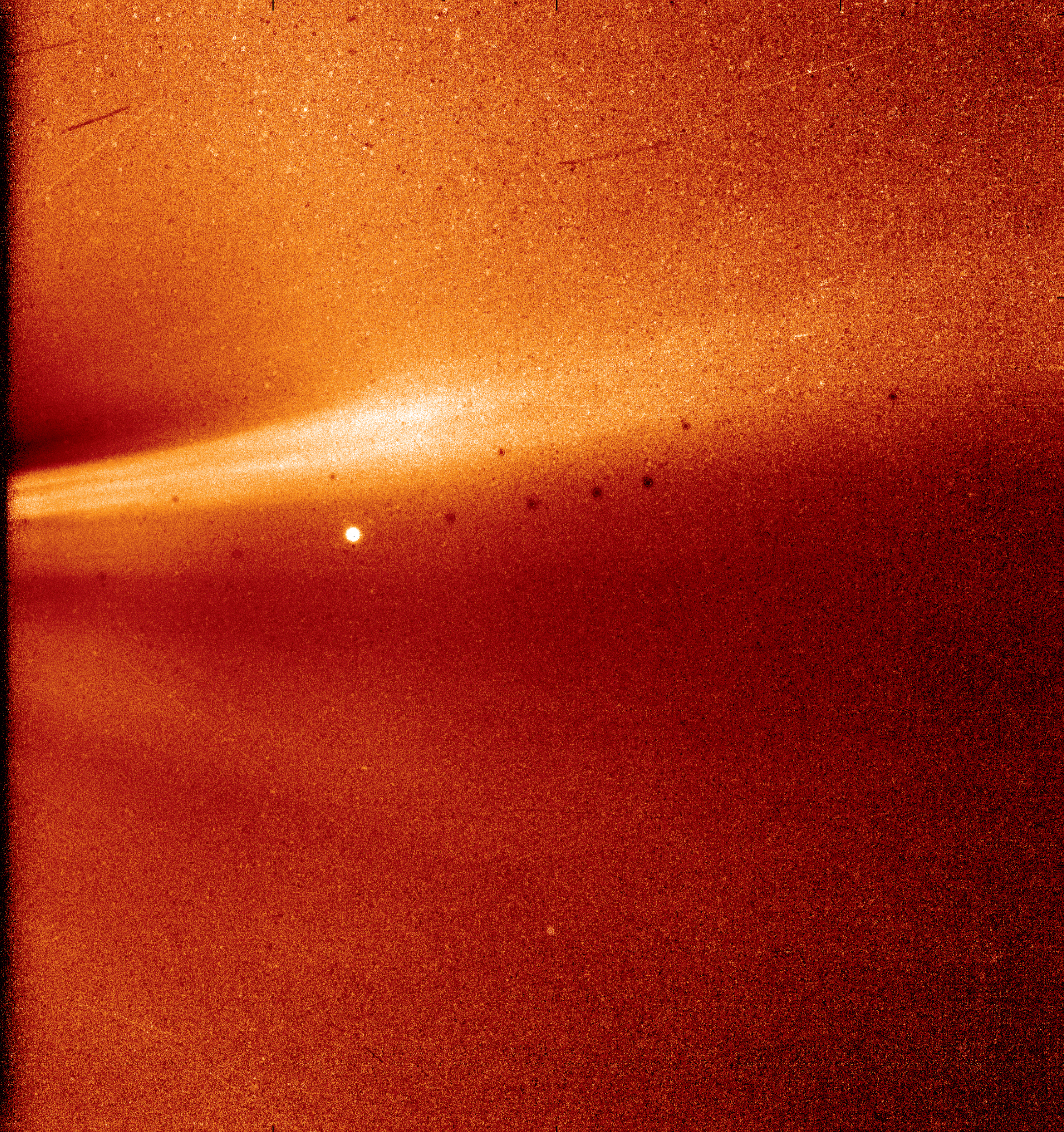
تظهر الصورة من WISPR تدفقا  إكليليًا  شوهد فوق الطرف الشرقي للشمس في 8 نوفمبر 2018 ، الساعة 1:12 صباحًا بتوقيت شرق الولايات المتحدة. إن البنية الدقيقة للتدفق تبدو واضحة للغاية ، مع ظهور شعاعين على الأقل. كان مسبار باركر  على بعد حوالي 16.9 مليون ميل من سطح الشمس عند التقاط هذه الصورة. الجرم اللامع بالقرب من مركز الصورة هو عطارد ، والبقع الداكنة هي نتيجة لتصحيح الخلفية.
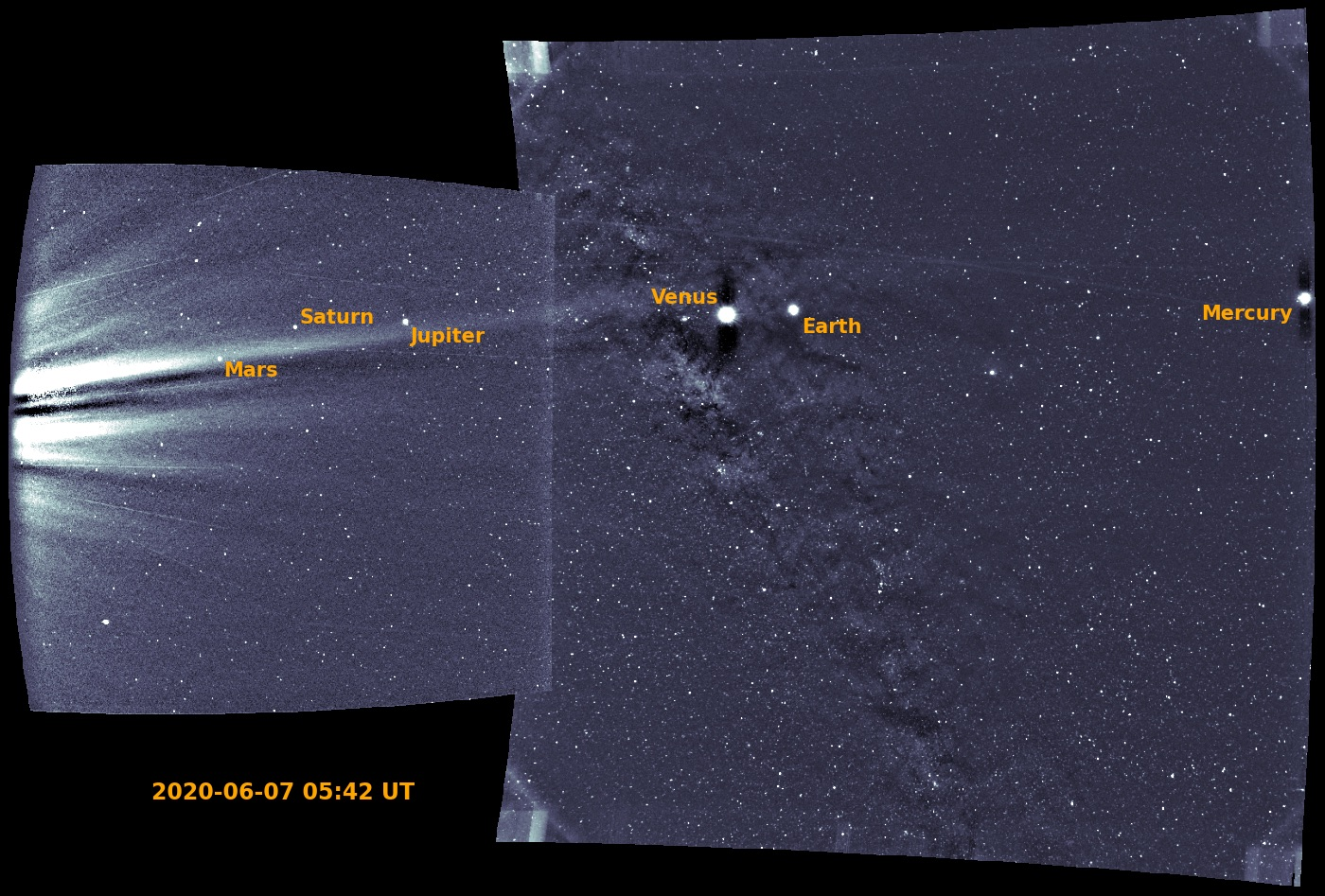
عندما كان مسبار باركر  يقترب من أقرب نقطة له إلى الشمس في 7 يونيو 2020  التقط التلسكوب WISPR تلك الصورة وهي تظهر  الكواكب عطارد والزهرة والأرض و المريخ والمشتري وزحل في مجال الرؤية.
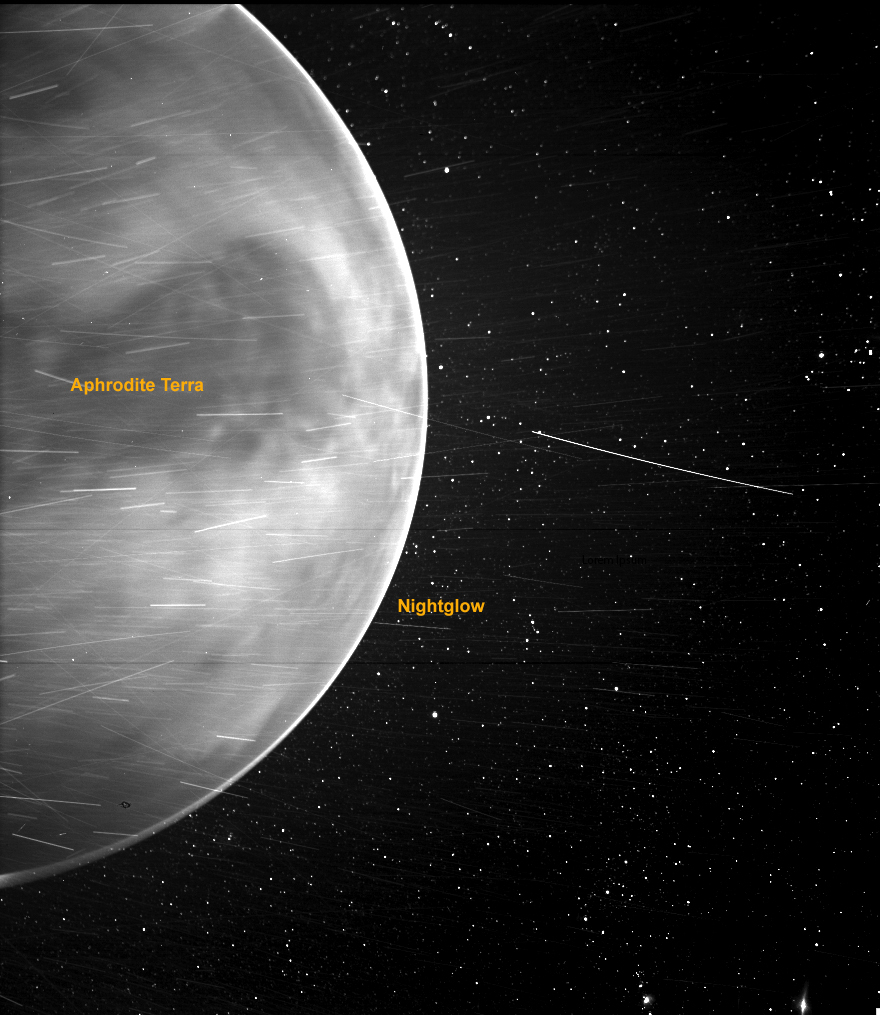
التقطت هذه الصورة أثناء الطيران الثاني عند الزهرة في يوليو 2020
عندما كان يطير المسبار باركر في الدورة الرابعة عند الزهرة ، قامت الكاميرا بالتقات تلك الصورة، والصورة تبدي السطح المظلم للكوكب.planet[37]
- فيديو: أثناء مرور المسبار باركر خلال هالة الشمس في مطلع عام 2021 كان يطير خلال تكوينات تسمى "تدفقات الهالة" coronal streamers.

## اقرأ أيضا
- هيليوس (مسبار فضائي)
- غايا (مسبار فضائي)